# ویهل
ویهل (به آلمانی: Wyhl am Kaiserstuhl) یک شهر در آلمان است که در امندینگن واقع شده‌است. ویهل ۳٬۶۵۸ نفر جمعیت دارد.